# Щеткин, Сергей Михайлович
Сергей Михайлович Щеткин (род. 21 января 1971, Новосибирская область, РСФСР, СССР) — российский деятель органов внутренних дел. Начальник Управления МВД России по Пензенской области (2018 — 2021). Генерал-майор полиции (2019).

## Биография
Родился в Новосибирской области 21 января 1971 года.
В 1999 году окончил Омский юридический институт МВД России, в 2009 — Академию управления МВД РФ.
В ноябре 1991 года поступил на службу в органы внутренних дел.
После окончания новосибирской специальной средней школы милиции МВД СССР прошел путь от оперуполномоченного отделения уголовного розыска до первого заместителя начальника ОВД – начальника криминальной милиции Купинского района.
С сентября 2004 года по сентябрь 2007 года возглавлял ОВД Купинского района Новосибирской области.
С июня 2011 года по апрель 2015 года — начальник УМВД России по городу Магадану.
С апреля 2015 года по май 2018 года занимал должность заместителя начальника управления – начальника полиции УМВД России по Магаданской области.
С мая 2018 года по март 2021 года возглавлял управление МВД России по Пензенской области.
Указом Президента РФ от 18 марта 2021 года назначен начальником ГУ МВД России по Ставропольскому краю. Решением Министра внутренних дел РФ 20 июля 2021 года освобожден от занимаемой должности.

## Награды
- Медаль «За отличие в охране общественного порядка» (МВД России);
- Медаль «За доблесть в службе» (МВД России);
- Медаль «За отличие в службе» I, II, III степеней (МВД России);
- Медаль «300 лет российской полиции» (2018).